# 閔行站
闵行站位于中国上海市闵行区马桥镇昆阳路1568号，是一座货运站。因2010年上海世博会园区建设，原南浦站于2009年6月28日关停，货运功能及其建制转移至该站新建的站场，成为上海铁路局直属车站，管辖沪昆铁路、新闵支线和金山铁路上海段车站。车站于当年8月1日发出第一班五定班列，该站成为上海铁路局第一个开行跨局五定班列的货运车站。2010年原车站和北郊直属站建制并入南翔直属站。
该站新货场占地45.2万平方米，货场设计能力年货运量为近期（2020年）580万吨，其中发送247万吨；远期（2030年）800万吨，其中发送360万吨。
2024年，车站开行中欧精品班列，上海车站海关在闵行站设立监管作业场所。